# مدرسة المحمودية
مدرسة المحمودية، تعتبر من المدارس التي أُنشئت في المدينة المنورة.

## مؤسس المدرسة
انشئ المدرسة الأشرف قيتباي عام 888هـ بعد حريق المسجد النبوي عام 886هـ/1418م، وقد أوقف عليها الأوقاف الكثيرة، وتحول مبناها مع مرور الزمن إلى المحكمة، ثم بعد فترة تهدمت، ثم جُددها وأوقفها السلطان الغازي محمود خان ابن السلطان عبد الحميد خان في 15/ 6/ 1237هـ، وأضاف إليها رباط البساطية، وبنى بجوارها داراً للناظر شيخ المدرسة، ثم جددها من بعده السلطان عبد العزيز خان عام 1278هـ، بعد أن آلت المدرسة والدار إلى الخراب، وزيد فيها الكثيرمن الغرف في الدور الأول والثاني، ثم هُدمت الدار الموقوفة على المدرسة، وأُنشئت على يد شيخ الحرم أمين باشا.

## موقع المدرسة
تقع المدرسة بين باب السلام وباب الرحمة، وتطل نوافذها من الجهة الشرقية على الحرم

## أهمية المكتبة
تعتبر المكتبة ثاني مكتبة بعد مكتبة عارف حكمت من حيث المحتويات والتنظيم والشهرة، وقد وصفها المتنوني في رحلته بقوله:"وفي باب السلام كتيخانة للسلطان محمود، ومقدار الكتب فيها 569 كتاب، وإن كانت أصغر من كتيخانة عارف وأقل منها نظاماًإلا أنها مرتبة المحتويات، وقد ذكر الشيخ جعفر فقيه أن هذه المكتبة جرى نقلها إلى دمشق، ووضعت في تكية السلطان سليم أما معرض دمشق الدولي، وفاض عليها نهر بردى؛ فأصاب جزءٍ كبيراً من محتوياتها، ثم أُعيدت بعد ذلك إلى المدينة، وكانت المكتبة تحت إشراف الخزينة النبوية في عهد الدولة العثمانية إلى أن أُلحقت بإدارة أوقاف المدينة عام 1380هـ/1960م.

## محتويات المكتبة
تحتوي المكتبة على الكثير من المخطوطات أبرزها:
- القاموس المحيط للفيروز آبادي، تاريخ النسخة 1016هـ/1607م.
- معجم ما أستعجم من أسماء البلدان للبكري الأندلسي، تاريخ النسخة عام 669هـ/1270م.
- البحر المحيط تسع مجلدات لأبي حيان الأندلسي، تاريخ النسخة عام 749هـ/1348م.
- فتح الباري لحجر العسقلاني يتكون من ثلاثة عشر مجلداً
- تفسير غريب القرآن والحديث لأبي الحسن علي بن القاسم الخواتي.[4]
- تحفة الأمين في وقوف القرآن لمحمد أمين المقرئ
- حرز الأماني ووجه التهاني في القراءات السبع المعروف بالشاطبية لأبي القاسم أبي محمد بن فيرة بن خلف الرعيني الأندلسي الشاطبي
- التيسير في القراءات السبع لأبي عمرو عثمان بن سعيد بن عثمان الأموي، تاريخ النسخة 866هـ.
- زبدة العرفان في وجوه القرآن في القراءات العشر لحامد بن عبد الفتاح الرومي، تاريخ النسخة 1259هـ
- قواعد الوصل والوقف في رموز الوقف وبيان الاحزاب والانصاف والارباع على قراءة الامام عاصم، تاريخ النسخة 973هـ.[5]

## مخصصات المدرسة
| المبلغ | العدد | مخصص                                                                                     |
| ------ | ----- | ---------------------------------------------------------------------------------------- |
| 225    |       | للمدرس الذي يسكن المدرسة ومدرس العلوم الدينية والعلوم النافعة                            |
| 19     | 23    | لكل طالب مدرسة                                                                           |
| 20     | 1     | للبواب لأبد أن يكون من سكان المدرسة                                                      |
| 25     | 1     | للسقاء ويعين من خارج المدرسة                                                             |
| 10     | 1     | للزبال الذي ينظف مخارج المياه، ويزيل القمامة، ويكون من خارج المدرسة                      |
| 20     | 1     | للشخص الذي يملأ الماء من البئر الكائنة بالمدرسة، ولأبد أن يكون من سكان المدرسة           |
| 10     | 1     | للكناس الذي يكنس كل يوم المدرسة، ولأبد أن يكون من سكان المدرسة                           |
| 25     |       | لشراء الزيت للقناديل التي توقد للمدرسة، ويُشترى هذا الزيت بواسطة شيخ الحرم، وقاضي المدينة |
| 10     | 1     | للوقاد الذي يسرج القناديل كل ليلة، ويكون من سكان المدرسة                                 |
| 8      | 1     | لحافظ الكتب الأول                                                                        |
| 80     | 1     | لحافظ الكتب الثاني                                                                       |
| 50     | 1     | حفظ الكتب من التلف والضياع وفتح المكتبة كل يوم للمستفيدين، وعدم السماح بإخراج الكتب      |
| 80     | 1     | للمؤقت الذي يضبط ساعة الحرم ويعتني بحفظها وإصلاحها                                       |
| 1000   | 32    | المجموع                                                                                  |

## انظر ايضاً
- المدينة المنورة
- مدرسة دار العلوم السلفية
- المدرسة الناصرية
- قائمة المدارس في السعودية